# کولتوبانی
کولتوبانی (به لاتین: Kultubani) یک منطقهٔ مسکونی در گرجستان است که در ناحیه گاگرا واقع شده‌است. کولتوبانی ۸۶۶ نفر جمعیت دارد و ۱۰۰ متر بالاتر از سطح دریا واقع شده‌است.